# Jean Mermoz

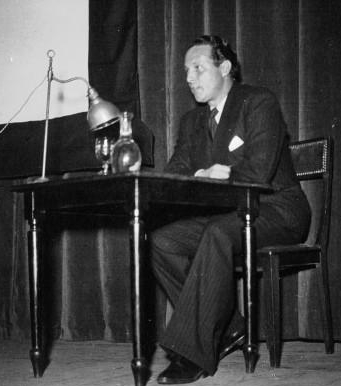
Jean Mermoz 1935

Jean Mermoz (* 9. Dezember 1901 in Aubenton; † 7. Dezember 1936 im Atlantik) war ein französischer Pilot und Flugpionier.

## Leben
Am 26. Juni 1920 trat der 18 Jahre alte Mermoz für vier Jahre der Armée de l’air, der französischen Luftwaffe, bei. Am 29. Januar 1921 machte er seinen Pilotenschein. 1922 wurde Mermoz nach Palmyra in Syrien versetzt und überlebte dort einen Absturz. Am 30. Juni 1924 beendete Mermoz seinen Militärdienst mit 600 Flugstunden.
Im September 1924 fand er eine Anstellung in Toulouse bei Latécoère, der späteren Compagnie générale aéropostale, zunächst als Flugzeugmechaniker. Ab Anfang 1925 bediente er als Pilot die Linie Toulouse–Barcelona–Alicante. Er legte in diesem Jahr 120.000 km in 800 Flugstunden zurück und erhielt dafür eine Medaille des Aéro-Club de France.
Ab März 1926 flog er auf der Linie Casablanca–Dakar. Am 10. und 11. Oktober 1927 bewältigte er erstmals nonstop die Strecke Toulouse–Saint-Louis (Senegal). Am 16. April 1928 machte Mermoz den ersten Nachtflug auf der Strecke Buenos Aires–Rio de Janeiro. Während der Zeit in Südamerika arbeitete er eng mit Antoine de Saint-Exupéry zusammen. Am 14. Juli 1929 eröffnete Mermoz die Andenlinie mit einem Flug von Buenos Aires nach Santiago de Chile.
Am 23. August 1930 heiratete Jean Mermoz in Paris Gilberte Henriette Rose Chazottes, die er 1928 in Südamerika kennengelernt hatte.
1931 ging die Aeropostale bankrott und stellte ihren Dienst teilweise ein; Reste und Rechte der Gesellschaft gingen 1933 in die neugeschaffene Air France über, für die Mermoz in der Folge flog.

### Erste Atlantikquerung
Vom 12. bis 13. Mai 1930 war sein erster Flug von der Hydrobase Saint Louis in Senegal über den Südatlantik nach Natal (Brasilien) an Bord der Latécoère 28.3, einem einmotorigen Schwimmerflugzeug. Es hatte nach dem kurz zuvor verstorbenen Flugpionier Henry de La Vaulx den Namen Comte de la Vaulx erhalten. Die Flugstrecke betrug 3173 km und die Flugzeit 21 Stunden 10 Minuten.
Auf dem mehrfach verschobenen Rückflug am 8. Juli musste Mermoz 400 Meilen vor dem Ziel Dakar nach 14 Stunden Flug nahe der Phocée mit der Comte de la Vaulx notwassern. Besatzung und Post konnten von dem französischen Hilfsschiff geborgen werden. Der Versuch, die Maschine abzuschleppen, misslang.

### Testflieger

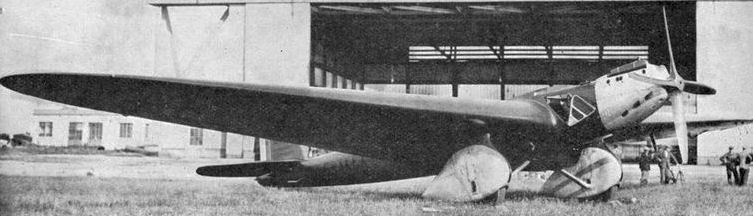
Bernard 81 GR

Am 30. März 1931 startete Jean Mermoz mit Antoine Paillard in der für einen Langstreckenrekord gebauten, einmotorigen Bernard 80 GR zu einem Rekordversuch. Als die Piloten am 2. April nach 52 h 44 min wieder landeten, hatten sie einen neuen Dauerflugrekord erreicht. Nicht mangelnder Treibstoff hatte sie zur Landung gezwungen, sondern fehlendes Kühlmittel. Zuletzt hatten die Piloten ihre Trinkvorräte in den Kühler gefüllt (Kaffee, Mineralwasser und Champagner) und insgesamt 8.960 km zurückgelegt. 

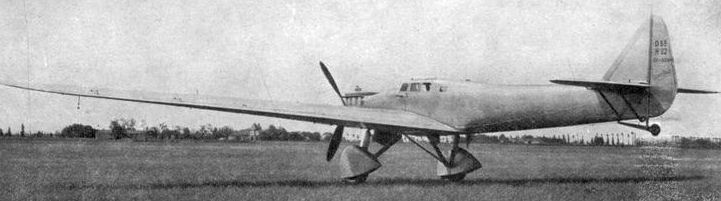
Die Dewoitine 33

Die Freude über den Weltrekord war kurz, da schon am 10. Juni Marcel Doret und Jean Le Brix mit der zur selben Ausschreibung entwickelten Dewoitine 33 10.371 km flogen.
Am 29. Dezember 1931 scheiterte mit der modifizierten Bernard (jetzt 81 GR) schon der Start. Als die mit 8.500 l Treibstoff beladene Maschine mit Mermoz am Steuer beim langen und schwerfälligen Start zu schnell mit dem Heck nach oben ging, berührte der Riesenpropeller den Boden. Das Fahrgestell brach zusammen und die 81 GR rutsche auf dem Rumpf weiter. 
Glücklicherweise geriet die mit Treibstoff vollbeladene Maschine nicht in Brand; Mermoz und sein Copilot Mailloux konnten sich mit einigen Prellungen aus der Maschine befreien.
Nach der Reparatur der 81 GR machte Mermoz noch einen weiteren Versuch, mit der Maschine den Rekord zurückzuholen. Schon beim Start in Istres am 18. Oktober 1932 bemerkte er eine träge Reaktion der Maschine auf das Steuer und heftige Vibrationen des gesamten Flügels. Er ließ dann den Treibstoff weitgehend ab und brachte die Maschine wieder sicher auf den Boden. Als Ursache für die Vibrationen wurde dann das neue, steifere Fahrgestell ermittelt, das beim Start und im Flug heftige Vibrationen im Tragflügel auslöste (Schwingungen bis zu einem Meter).

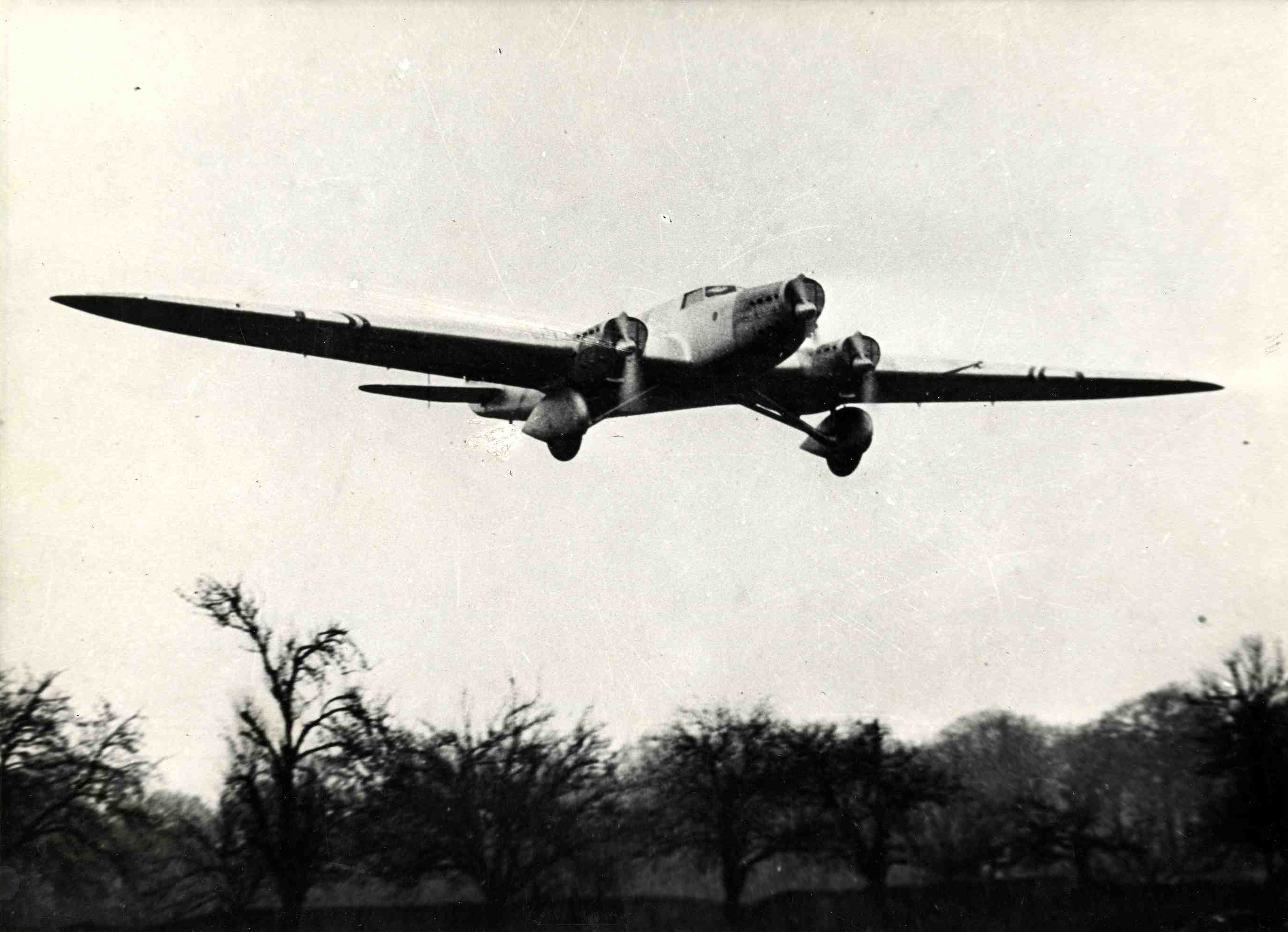
Die Couzinet 70

Vom 7. bis 22. Januar 1933 machte Mermoz mit der Arc-en-Ciel III (Regenbogen) genannten Couzinet 70 den Erstflug von Frankreich nach Südamerika bis Rio de Janeiro und Buenos Aires. Dabei überquerte er den Südatlantik am 16. Januar 1933 auf der 3180 Kilometer langen Etappe von Saint-Louis (Senegal) nach Natal (Brasilien) in der Rekordzeit von 14:25 h (~220,56 km/h). An Bord waren neben Mermoz der Copilot Pierre Carretier, der Navigator Louis Mailloux, der Funker Jean Manuel, zwei Mechaniker sowie der Konstrukteur René Couzinet. 
Ihren Rückflug begann die Maschine am 10. Februar 1933 von Buenos Aires nach Rio de Janeiro mit zwei Passagieren. Neben dem Konstrukteur Couzinet war noch der Journalist Paul Bringuier an Bord, der den gesamten Rückflug begleitete und über ihn berichtete. Tags darauf wurde der Flug nach Natal fortgesetzt. Am 15. Mai 1933 ging endlich der Postflug über den Südatlantik weiter, für den Mermoz’ alter Mechaniker Collenot den erkrankten Jousse ersetzte. Dabei fiel nach 12,5 Stunden Flug der linke Motor 700 km vor der afrikanischen Küste aus, und die Arc-en-Ciel musste ihren Flug zweimotorig beenden. In Dakar wurde die mitgeführte Post an eine Maschine des Regeldienstes auf der Postlinie übergeben. Mermoz flog mit der Arc-en-Ciel ungeachtet des nur zeitweilig zur Verfügung stehenden linken Motors vom 17. bis 21. Mai 1933 nach Frankreich weiter, mit Landungen in Saint-Louis (Senegal), Kap Juby, Casablanca, Toulouse und Le Bourget, wo die Südamerikaflieger von einer großen Zuschauermenge empfangen wurden.
Mit der zur Couzinet 71 umgebauten Maschine führte Mermoz dann 1934 noch drei weitere Hin- und Rückflüge über den Südatlantik durch. Dieser Typ wurde von der Air France nicht für ihren Regeldienst übernommen.

### Inspekteur der Air France
In diesem Jahr erprobten die Franzosen aber auch neue viermotorige Flugboote für die Poststrecke und die Latécoère 300 Croix du Sud sowie die Blériot 5190 Santos Dumont führten ihre ersten Hin- und Rückflüge durch. Am 5. Juni 1935 kam dann mit der viermotorigen Farman 220 ein weiteres Radflugzeug zur Erprobung; mit Maschinen dieses Typs wurde der französische Postdienst über den Südatlantik bis zum französischen Waffenstillstand im Juli 1940 aufrechterhalten.
Am 15. April 1935 wurde Mermoz zum Generalinspekteur der Air France ernannt.
Zwischen 1930 und 1936 brachte Mermoz es auf 24 Südatlantiküberquerungen, sowohl mit Flugbooten (Latécoère 300/301, Blériot 5190) als auch mit landgestützten Flugzeugen (Couzinet 70).

### Der letzte Flug

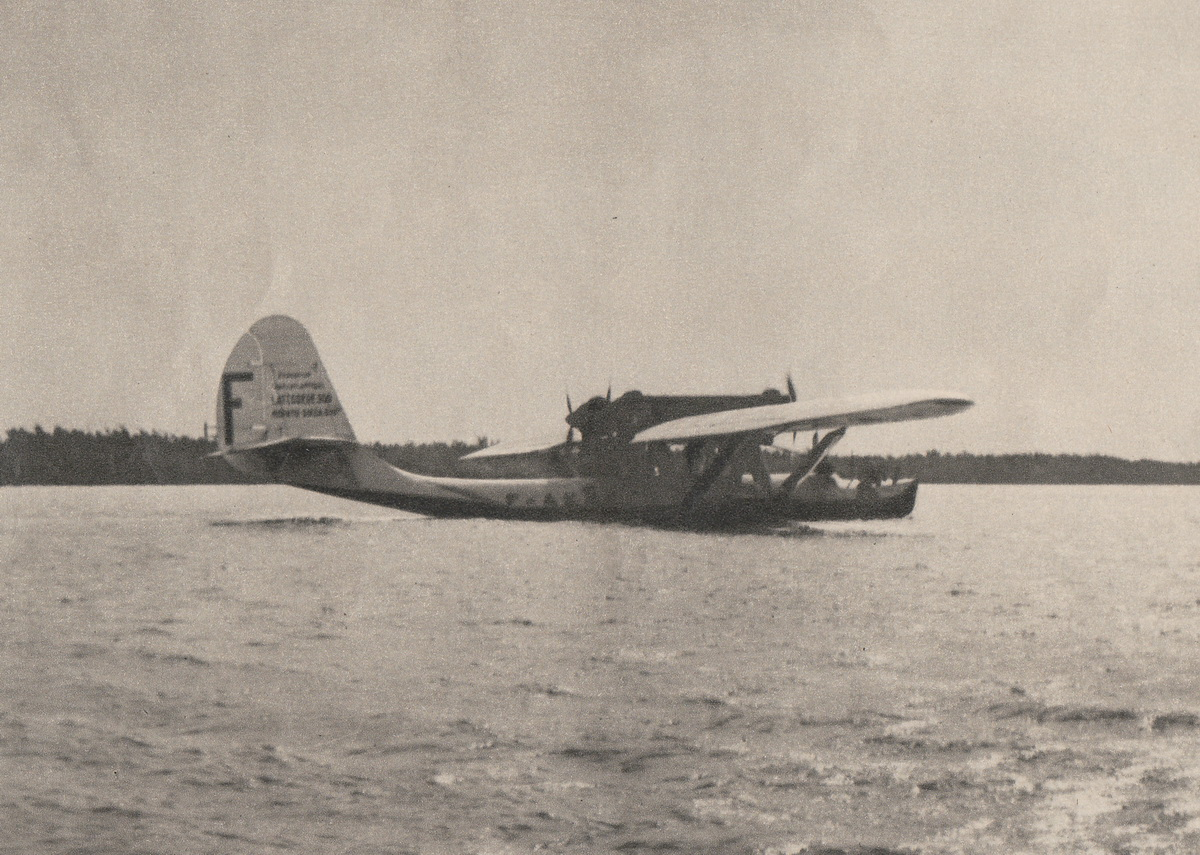
Die Croix-du-Sud

Am 7. Dezember 1936 um 6:53 Uhr brach das viermotorige Flugboot Latécoère 300 Croix du Sud mit fünf Mann Besatzung unter Jean Mermoz am Steuer von der Hydrobase bei Dakar zu einem Flug nach Natal in Brasilien auf. Zuvor musste nach einem abgebrochenen Startversuch das Getriebe am rechten Heckmotor repariert werden. Um 10:43 Uhr gab es von dem Flug eine letzte Funkmeldung: „Coupons moteur arrière droit (Wir schalten den rechten Heckmotor ab)“ und eine letzte Positionsmeldung: 11°8 Nord 22°40 West, das war knapp 700 km südwestlich von Dakar. Es war der 25. Transatlantikflug dieser Maschine. Schon am 26./27. Oktober 1935 hatte Mermoz sie auf ihrem 22. Transatlantikflug von Südamerika nach Afrika geflogen. Es herrschte bestes Flugwetter. Von dem Flugzeug und seiner Besatzung fehlt seitdem jede Spur.

## Ehrungen
Am 30. Dezember 1936 fand für Jean Mermoz und seine Gefährten im Hôtel des Invalides in Paris eine Gedenkveranstaltung statt, mit einer Rede des Luftfahrtministers Pierre Cot und im Beisein des Kriegsministers Édouard Daladier.
Drei Tage zuvor hatte die Französin Maryse Bastié mit einem nach Jean Mermoz benannten, einmotorigen Sportflugzeug Caudron C.635 Simoun den Südatlantik von Dakar nach Natal (3173 km) in 12 h 3 min überflogen und einen Klassenweltrekord aufgestellt.
Ebenfalls 1936 war er Preisträger der Goldenen Luftmedaille der FAI.
Jean Mermoz hatte 1927 das Kreuz der Ehrenlegion erhalten und war seit 1934 Kommandeur der Ehrenlegion.
Benannt wurden nach ihm
- der Stadtteil Mermoz im Stadtbezirk Mermoz-Sacré Cœur von Dakar,
- das Lycée Jean Mermoz der Agence pour l’Enseignement Français à l’Etranger (AEFE) in Dakar[7] und
- etliche Schulen und Straßen in Frankreich.
- 1956 erhielt ein Passagierschiff für den Dienst von Marseille nach Pointe-Noire seinen Namen, das als Serenade bis zum April 2008 im Dienst blieb und zuletzt als eines der ältesten Passagierschiffe der Welt galt.